# هبوط ذاتي التشغيل

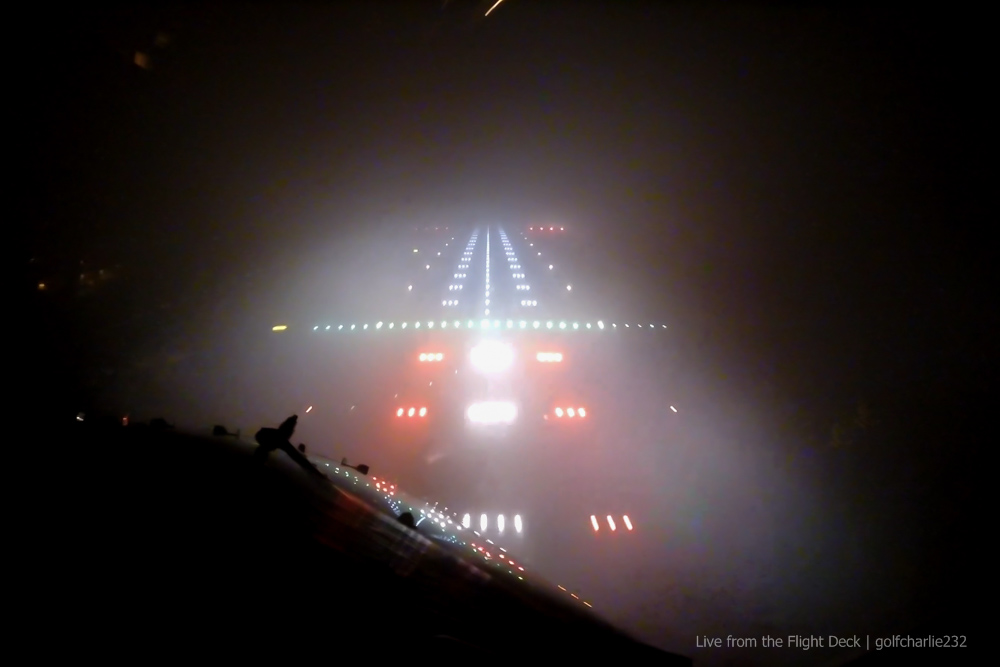
هبوط بواسطة "الفئة الثالثة إيه" (CAT IIIA)

في مجال الطيران، الهبوط الذاتي (بالإنجليزية: autoland)‏ يصف نظامًا يقوم بأتمتة إجراءات هبوط رحلة الطائرة بالكامل، مع قيام طاقم الرحلة بالإشراف على العملية. تمكن مثل هذه الأنظمة الطائرات من الهبوط في ظروف جوية قد تكون خطرة أو مستحيل العمل فيها.

## وصف
تم تصميم أنظمة «الهبوط الآلي» لجعل الهبوط ممكنًا في حالة ضعف الرؤية بحيث لا تسمح بأي شكل من أشكال الهبوط البصري، على الرغم من إمكانية استخدامها في أي مستوى من مستويات الرؤية. يتم استخدامها عادةً عندما تكون الرؤية أقل من 600 متر من المدى المرئي لمدرج الطائرات و/أو في الظروف الجوية السيئة، على الرغم من أن القيود تنطبق على معظم الطائرات - على سبيل المثال، بالنسبة لطائرة بوينغ 747-400، فإن الحد الأقصى للرياح المعاكسة هو 25 عقدة، أقصى سرعة للرياح الخلفية هي 10 عقدة، وأقصى سرعة للرياح المتعامدة 25 عقدة، وأقصى سرعة للرياح المتعامدة مع محرك واحد لا يعمل بخمس عقدة. قد تشمل أيضًا الكبح التلقائي للتوقف الكامل بمجرد أن تكون الطائرة على الأرض، جنبًا إلى جنب مع نظام المكابح التلقائية، وفي بعض الأحيان النشر التلقائي لمثبطات الرفع (سبويلرز) وعاكسات الدفع.
يمكن استخدام «الهبوط الآلي» مع نظام هبوط بالأجهزة (ILS) معتمد بشكل مناسب أو اقتراب نظام هبوط الميكروويف (MLS)، ويستخدم أحيانًا للحفاظ على جودة الطائرة وطاقمها، إضافة لغرضه الرئيسي المتمثل في مساعدة طائرة على الهبوط في رؤية منخفضة و/أو سوء الأحوال الجوية.
يتطلب «الهبوط الآلي» استخدام مقياس الارتفاع الراداري لتحديد ارتفاع الطائرة فوق الأرض بدقة شديدة لبدء تباعد الهبوط على الارتفاع الصحيح (عادةً حوالي 50 قدم (15 م)). يمكن استخدام إشارة محدد المواقع لنظام (ILS) للتحكم الجانبي حتى بعد الهبوط حتى يقوم الطيار بفك ارتباط الطيار الآلي. لأسباب تتعلق بالسلامة، بمجرد تشغيل «الهبوط الآلي» والحصول على إشارات (ILS) بواسطة نظام «الهبوط الآلي»، سوف تشرع في الهبوط دون ان يتطلب ذبك مزيداً من التدخل.
لا يمكن فصل «الهبوط الآلي» إلا عن طريق فصل الطيار الآلي تمامًا (وهذا يمنع فك الارتباط العرضي لنظام التشغيل الآلي في لحظة حرجة) أو عن طريق بدء الدوران التلقائي. يعمل نظامان على الأقل وغالبًا ما يكون ثلاثة أنظمة مستقلة للطيار الآلي في تناسق لتنفيذ عملية التشغيل الآلي، وبالتالي توفير حماية زائدة عن الحاجة ضد الأعطال. يمكن أن تعمل معظم أنظمة التشغيل الآلي باستخدام طيار آلي واحد في حالات الطوارئ، لكنها معتمدة فقط عند توفر العديد من الطيارين الآليين.
يعمل معدل استجابة نظام «الهبوط الآلي» للمحفزات الخارجية بشكل جيد للغاية في ظروف الرؤية المنخفضة والرياح الهادئة أو الثابتة نسبيًا، ولكن معدل الاستجابة المحدود بشكل هادف يعني أنها ليست سلسة بشكل عام في استجابتها لقص الرياح المتغير أو ظروف الرياح العاصفة - أي لا قادرة على التعويض في جميع الأبعاد بسرعة كافية - للسماح باستخدامها بأمان.
أول طائرة تم اعتمادها وفقًا لمعايير "الفئة الثالثة" (CAT III)، في 28 ديسمبر 1968، كانت سود أفياسيون كارافيل، تليها طائرة هوكر سايدلي ترايدنت (HS.121) في مايو 1972 "الفئة الثالثة إيه" (CAT IIIA) و "الفئة الثالثة بي" (CAT IIIB) خلال عام 1975. تم اعتماد ترايدنت إلى "الفئة الثانية (CAT II) في 7 فبراير 1968.
شهدت قدرة «الهبوط الآلي» أسرع اعتماد في المناطق وعلى الطائرات التي يجب أن تعمل بشكل متكرر في ظل ضعف شديد في الرؤية. المطارات التي يضطربها الضباب على أساس منتظم هي من المرشحين الرئيسيين لمقاربات الفئة الثالثة، ويساعد تضمين قدرة الطيران الآلي على الطائرات النفاثة في تقليل احتمالية إجبارها على التحويل بسبب سوء الأحوال الجوية.
«الهبوط الآلي» دقيقة للغاية. في بحثه لعام 1959، اختتم جون تشارنلي، المشرف على الوحدة التجريبية للهبوط الأعمى (BLEU) التابع لمؤسسة الطائرات الملكية البريطانية (RAE)، مناقشة النتائج الإحصائية بقوله: «من العدل الادعاء، لذلك، هذا لن يهبط النظام الآلي بالطائرة فقط عندما يمنع الطقس الطيار البشري، بل يؤدي أيضًا العملية بشكل أكثر دقة».
في السابق، كانت أنظمة «الهبوط الآلي» باهظة الثمن لدرجة أنها نادراً ما تستخدم في الطائرات الصغيرة. ومع ذلك، نظرًا لأن تقنية العرض قد طورت، فإن إضافة شاشة عرض رأسية (HUD) تسمح للطيار المدرب بالتحليق يدويًا بالطائرة باستخدام إشارات التوجيه من نظام توجيه الرحلة. هذا يقلل بشكل كبير من تكلفة التشغيل في ظل رؤية منخفضة للغاية، ويسمح للطائرات غير المجهزة للهبوط التلقائي بالهبوط اليدوي بأمان عند المستويات المنخفضة من الرؤية المستقبلية أو المدى البصري للمدرج (RVR). في عام 1989، كانت خطوط آلاسكا الجوية أول شركة طيران في العالم تهبط يدويًا بطائرة تحمل ركاب (بوينغ 727) إدارة الطيران الفيدرالية (FAA) في طقس من الفئة الثالثة (ضباب كثيف) أصبح ممكنًا مع نظام توجيه الرأس.

## تاريخ

### خلفية
تم تطوير الطيران التجاري الآلي في البداية في المملكة المتحدة، نتيجة لتكرار حدوث ظروف الرؤية المنخفضة للغاية في فصل الشتاء في شمال غرب أوروبا. تحدث هذه بشكل خاص عندما تكون الأعاصير المضادة في مكانها فوق وسط أوروبا في نوفمبر / ديسمبر / يناير عندما تكون درجات الحرارة منخفضة، ويتشكل ضباب الإشعاع بسهولة في هواء مستقر نسبيًا. تفاقمت شدة هذا النوع من الضباب في أواخر الأربعينيات والخمسينيات من القرن الماضي بسبب انتشار الكربون وجزيئات الدخان الأخرى في الهواء من التدفئة الناتجة عن حرق الفحم وتوليد الطاقة.
وشملت المدن المتضررة بشكل خاص المراكز الرئيسية في المملكة المتحدة، ومطاراتها مثل لندن هيثرو وغاتويك ومانشستر وبرمنغهام وغلاسكو، وكذلك المدن الأوروبية مثل أمستردام وبروكسل وباريس وزيورخ وميلانو. يمكن أن تصبح الرؤية في هذه الأوقات منخفضة حتى بضعة أقدام (ومن هنا جاءت «ضباب لندن» لشهرة السينما) وعندما يقترن بالسخام ينتج ضباب دخان مميت طويل الأمد. أدت هذه الظروف إلى تمرير «قانون الهواء النظيف» في المملكة المتحدة، الذي يحظر حرق الوقود الذي ينتج دخانًا.
خلال فترة ما بعد الحرب مباشرة، تعرضت الخطوط الجوية البريطانية الأوروبية (BEA) لعدد من الحوادث أثناء الاقتراب والهبوط في ظل ضعف الرؤية، مما جعلها تركز على مشاكل كيفية هبوط الطيارين بأمان في مثل هذه الظروف. جاء الاختراق الكبير مع الاعتراف بأنه في مثل هذه الرؤية الضعيفة، كان من السهل للغاية إساءة تفسير المعلومات المرئية المحدودة للغاية (الأضواء وما إلى ذلك)، خاصة عندما تم الجمع بين مطلب تقييمها مع مطلب تحليق الطائرة في وقت واحد على الأجهزة. وقد أدى ذلك إلى تطوير ما يُفهم الآن على نطاق واسع على أنه إجراء «اقتراب مراقب» ("monitored approach").
يتم تكليف أحد الطيارين بمهمة تحليق أداة دقيقة بينما يقوم الآخر بتقييم الإشارات المرئية المتاحة عند ارتفاع القرار، ويتحكم في تنفيذ الهبوط بمجرد اقتناعه بأن الطائرة في الواقع في المكان الصحيح وعلى مسار آمن للهبوط. كانت النتيجة تحسنًا كبيرًا في سلامة العمليات في الرؤية المنخفضة، وبما أن المفهوم يشتمل بوضوح على عناصر واسعة لما يعرف الآن باسم إدارة موارد الطاقم (على الرغم من أن هذه العبارة تسبق هذه العبارة بحوالي ثلاثة عقود) فقد تم توسيعها لتشمل نطاقًا أوسع بكثير طيف العمليات من مجرد ضعف الرؤية.
ومع ذلك، يرتبط اقتراب «العوامل البشرية» هذا بالاعتراف بأن الطيارين الآليين المحسنين يمكن أن يلعبوا دورًا رئيسيًا في عمليات الهبوط منخفضة الرؤية. مكونات جميع عمليات الإنزال هي نفسها، بما في ذلك التنقل من نقطة على ارتفاع في الطريق إلى نقطة حيث تكون العجلات على المدرج المطلوب. يتم إنجاز هذا التنقل باستخدام معلومات من إشارات خارجية أو فيزيائية أو بصرية أو من إشارات تركيبية مثل أدوات الطيران. في جميع الأوقات، يجب أن تكون هناك معلومات إجمالية كافية لضمان صحة موقع الطائرة ومسارها (الرأسي والأفقي).
تكمن مشكلة عمليات الرؤية المنخفضة في أن الإشارات المرئية قد يتم تقليلها إلى الصفر بشكل فعال، وبالتالي هناك اعتماد متزايد على المعلومات «التركيبية». كانت المعضلة التي واجهتها الخطوط الجوية البريطانية الأوروبية (BEA) هي إيجاد طريقة للعمل بدون إشارات، لأن هذا الموقف حدث على شبكتها بتردد أكبر بكثير من أي شركة طيران أخرى. كان منتشرًا بشكل خاص في قاعدته الرئيسية - مطار لندن هيثرو - والذي يمكن إغلاقه فعليًا لعدة أيام في كل مرة.

### تطوير الهبوط الآلي
مرافق أبحاث الطيران التابعة للحكومة البريطانية بما في ذلك الوحدة التجريبية للهبوط الأعمى (BLEU) التي تم إنشاؤها خلال 1945/1946 في قاعدة سلاح الجو الملكي البريطاني مارتليشام هيث وقاعدة سلاح الجو الملكي البريطاني وودبريدج للبحث في جميع العوامل ذات الصلة. شارك موظفو الطيران الفنيون في الخطوط الجوية البريطانية الأوروبية (BEA) بشكل كبير في أنشطة الوحدة التجريبية للهبوط الأعمى (BLEU) في تطوير «الهبوط الآلي» لأسطول ترايدنت من أواخر الخمسينيات. تضمن العمل تحليل هياكل الضباب، والإدراك البشري، وتصميم الأجهزة، وإشارات الإضاءة من بين أشياء أخرى كثيرة. بعد المزيد من الحوادث، أدى هذا العمل أيضًا إلى تطوير الحد الأدنى لتشغيل الطائرات بالشكل الذي نعرفه اليوم. على وجه الخصوص، أدى ذلك إلى اشتراط الإبلاغ عن الحد الأدنى من الرؤية على أنه متاح قبل أن تبدأ الطائرة في الاقتراب - وهو مفهوم لم يكن موجودًا من قبل. المفهوم الأساسي لـ «مستوى الأمان المستهدف» (10-7) وتحليل «خطأ الشجر» ("fault trees") لتحديد احتمالية أحداث الفشل التي نشأت عن هذه الفترة تقريبًا.
ينبع المفهوم الأساسي لـ «الهبوط الآلي» من حقيقة أنه يمكن إعداد الطيار الآلي لتتبع إشارة اصطناعية مثل حزمة نظام الهبوط الآلي (ILS) بشكل أكثر دقة مما يمكن للطيار البشري - لأسباب ليس أقلها عدم كفاية الكهروميكانيكية أدوات الطيران في ذلك الوقت. إذا كان من الممكن تتبع حزمة (ILS) إلى ارتفاع أقل، فمن الواضح أن الطائرة ستكون أقرب إلى المدرج عندما تصل إلى حد قابلية استخدام (ILS)، وستكون هناك حاجة إلى رؤية أقل بالقرب من المدرج لرؤية إشارات كافية لتأكيد موقع الطائرة ومسار. مع نظام الإشارة الزاوي مثل (ILS)، حيث ينخفض الارتفاع، يجب تقليل جميع التفاوتات - في كل من نظام الطائرة وإشارة الإدخال - للحفاظ على درجة الأمان المطلوبة.
وذلك لأن بعض العوامل الأخرى - القوانين الفيزيائية والفسيولوجية التي تحكم على سبيل المثال قدرة الطيار على جعل الطائرة تستجيب - تظل ثابتة. على سبيل المثال، عند ارتفاع 300 قدم فوق المدرج على اقتراب قياسي 3 درجات، ستكون الطائرة على بعد 6000 قدم من نقطة الهبوط، وعلى ارتفاع 100 قدم ستكون على بعد 2000 قدم. إذا كان تصحيح المسار الصغير يحتاج إلى 10 ثوانٍ ليتم تنفيذه عند 180 عقدة سوف يستغرق 3000 قدم. سيكون ممكنًا إذا تم البدء على ارتفاع 300 قدم، ولكن ليس على ارتفاع 100 قدم. وبالتالي، لا يمكن تحمل سوى تصحيح أصغر للمسار عند الارتفاع المنخفض، ويحتاج النظام إلى أن يكون أكثر دقة.
وهذا يفرض شرطًا لأن يتوافق عنصر التوجيه الأرضي مع معايير محددة، فضلاً عن العناصر المحمولة جواً. وبالتالي، في حين أن الطائرة قد تكون مجهزة بنظام «الهبوط الآلي»، فإنها ستكون غير قابلة للاستخدام تمامًا بدون بيئة أرضية مناسبة. وبالمثل، يتطلب الأمر طاقمًا مدربًا في جميع جوانب العملية للتعرف على الإخفاقات المحتملة في كل من المعدات المحمولة جواً والأرض، والرد بشكل مناسب، حتى يتمكن من استخدام النظام في الظروف التي تم تصميمه منها. وبالتالي، تنطبق فئات عمليات الرؤية المنخفضة «الفئة الأولى» (Cat I) و «الفئة الثانية» (CAT II) و «الفئة الثالثة» (Cat III) على جميع العناصر الثلاثة في الهبوط - معدات الطائرة والبيئة الأرضية والطاقم. نتيجة كل هذا هو إنشاء مجموعة من معدات الرؤية المنخفضة، حيث يكون الطيار الآلي للطائرة مكونًا واحدًا فقط.
استمر تطوير هذه الأنظمة من خلال الاعتراف بأنه على الرغم من أن (ILS) سيكون مصدر التوجيه، إلا أن (ILS) نفسه يحتوي على عناصر جانبية وعمودية لها خصائص مختلفة نوعًا ما. على وجه الخصوص، ينشأ العنصر الرأسي (المنحدر الانزلاقي) من نقطة التلامس المتوقعة للاقتراب، أي عادةً 1000 قدم من بداية المدرج، بينما العنصر الجانبي (المترجم) ينشأ من ما بعد النهاية البعيدة. وبالتالي يصبح المنحدر الانزلاقي المرسل غير ذي صلة بعد فترة وجيزة من وصول الطائرة إلى عتبة المدرج، وفي الواقع يتعين على الطائرة بالطبع الدخول في وضع الهبوط وتقليل سرعتها الرأسية قبل فترة طويلة من مرورها بمرسل المنحدر الانزلاقي. يمكن ملاحظة عدم الدقة في (ILS) الأساسي من حيث أنه كان مناسبًا للاستخدام حتى 200 قدم فقط «الفئة الأولى» (Cat I)، وبالمثل لم يكن الطيار الآلي مناسبًا أو معتمدًا للاستخدام تحت هذا الارتفاع.
ومع ذلك، فإن التوجيه الجانبي من محدد موقع (ILS) سيكون قابلاً للاستخدام حتى نهاية لفة الهبوط، وبالتالي يتم استخدامه لتغذية قناة الدفة للطيار الآلي بعد الهبوط. مع اقتراب الطائرة من المرسل، تقل سرعتها بشكل واضح وتقل فعالية الدفة، مما يعوض إلى حد ما الحساسية المتزايدة للإشارة المرسلة. الأهم من ذلك أنه يعني أن سلامة الطائرة لا تزال تعتمد على (ILS) أثناء بدء التشغيل. علاوة على ذلك، نظرًا لأنها تسير خارج المدرج وأسفل أي ممر موازٍ، فإنها بدورها تعمل كعاكس ويمكن أن تتداخل مع إشارة محدد الموقع. هذا يعني أنه يمكن أن يؤثر على سلامة أي طائرة التالية لا تزال تستخدم المترجم. ونتيجة لذلك، لا يمكن السماح لمثل هذه الطائرات بالاعتماد على تلك الإشارة حتى تصبح الطائرة الأولى خالية تمامًا من المدرج و «المنطقة المحمية من Cat. 3».
والنتيجة هي أنه عند حدوث عمليات الرؤية الضعيفة هذه، فإن العمليات على الأرض تؤثر على العمليات في الهواء أكثر بكثير من الرؤية الجيدة، عندما يتمكن الطيارون من رؤية ما يحدث. في المطارات المزدحمة للغاية، يؤدي هذا إلى فرض قيود على الحركة والتي بدورها يمكن أن تؤثر بشدة على سعة المطار. باختصار، لا يمكن إجراء عمليات الرؤية المنخفضة جدًا مثل «الهبوط الآلي» إلا عندما تمتثل الطائرات والأطقم والمعدات الأرضية والتحكم في حركة المرور الجوية والأرضية بمتطلبات أكثر صرامة من المعتاد.
تم تحقيق أول "تطوير تجاري" للهبوط التلقائي (على عكس التجريب البحت) من خلال إدراك أن المسارات الرأسية والجانبية لها قواعد مختلفة. على الرغم من أن إشارة الموقع ستكون موجودة طوال فترة الهبوط، إلا أنه كان لا بد من تجاهل منحدر الانزلاق قبل الهبوط في أي حال. تم التعرف على أنه إذا وصلت الطائرة إلى ارتفاع القرار (200 قدم) على مسار اقتراب صحيح ومستقر - وهو شرط أساسي لهبوط آمن - سيكون له زخم على طول هذا المسار. وبالتالي، يمكن أن يتجاهل نظام «الهبوط الآلي» معلومات الانزلاق عندما يصبح غير موثوق به (أي عند 200 قدم)، واستخدام معلومات الملعب المستمدة من الثواني العديدة الأخيرة من الرحلة سيضمن إلى الدرجة المطلوبة من الموثوقية أن معدل الهبوط (وبالتالي الالتزام بالملف الشخصي الصحيح) سيظل ثابتًا. ستنتهي هذه المرحلة " الباليستية " عند الارتفاع عندما يصبح من الضروري زيادة الملعب وتقليل القوة لدخول "تباعد الهبوط (flare)". يحدث تغيير درجة الصوت على المدرج في 1000 قدم أفقي بين العتبة وهوائي منحدر الانزلاق، وبالتالي يمكن تشغيله بدقة بواسطة مقياس الارتفاع الراديوي.
تم تطوير «الهبوط الآلي» لأول مرة في طائرات الوحدة التجريبية للهبوط الأعمى (BLEU) و (RAF) مثل إنجلش إلكتريك كانبيرا وفيكرز فارستي وأفرو فولكان، ولاحقًا لأسطول الخطوط الجوية البريطانية الأوروبية (BEA) ترايدنت، الذي دخل الخدمة في أوائل الستينيات. كانت ترايدنت طائرة نفاثة بثلاث محركات بناها دي هافيلاند بتكوين مشابه لطائرة بوينغ 727، وكانت متطورة للغاية بالنسبة لعصرها. حددت الخطوط الجوية البريطانية الأوروبية (BEA) قدرة «عدم الرؤية» لها للتعامل مع مشاكل شبكتها المعرضة للضباب. كان لديه طيار آلي مصمم لتوفير التكرار الضروري لتحمل الأعطال أثناء التشغيل الآلي، وكان هذا التصميم هو الذي كان له تكرار ثلاثي.
استخدم هذا الطيار الآلي ثلاث قنوات معالجة متزامنة تعطي كل منها مخرجات فعلية. تم توفير عنصر الحماية من الفشل من خلال إجراء "تصويت" باستخدام مفاتيح عزم الدوران، حيث تم قبول أنه في حالة اختلاف إحدى القنوات عن القناتين الأخريين، يمكن استبعاد احتمال حدوث فشلين متشابهين في وقت واحد والاتفاق على القناتين من شأنه أن "يخرج من التصويت" ويفصل القناة الثالثة. ومع ذلك، فإن نظام التصويت الثلاثي هذا ليس الطريقة الوحيدة بأي حال من الأحوال لتحقيق التكرار والموثوقية الملائمين، وفي الواقع بعد فترة وجيزة من قرار الخطوط الجوية البريطانية الأوروبية (BEA) ودي هافيلاند السير في هذا الطريق، تم إعداد تجربة موازية باستخدام "ثنائي مزدوج" "المفهوم الذي اختاره BOAC وفيكرز للطائرة بعيدة المدى فيكرز في سي 10 ذات 4 محركات. تم استخدام هذا المفهوم لاحقًا في الكونكورد. بعض طائرات باك 1-11 التي تستخدمها الخطوط الجوية البريطانية الأوروبية (BEA) لديها أيضًا نظام مماثل.

### الطيران المدني

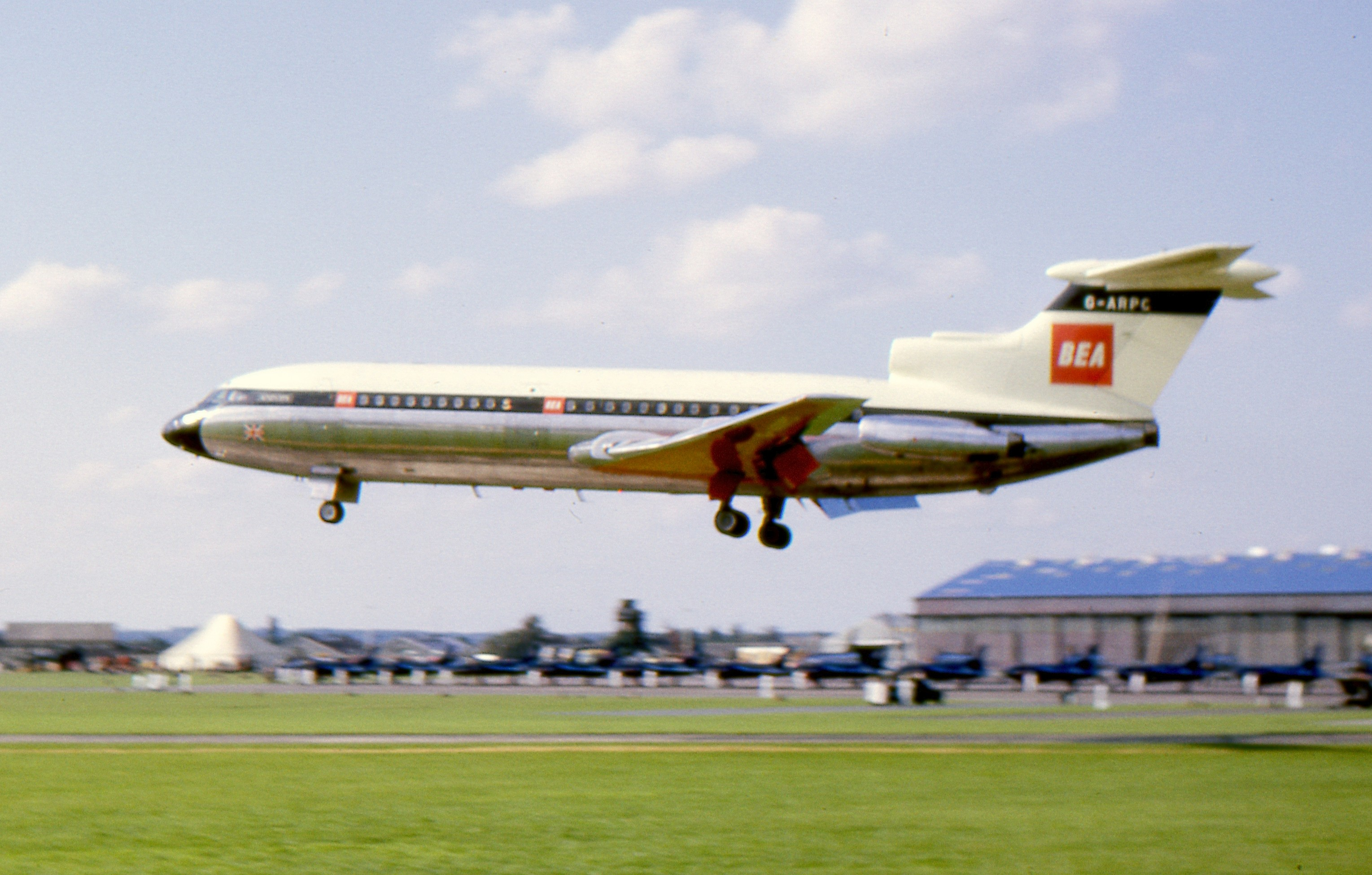
الخطوط الجوية البريطانية الأوروبية (BEA) هوكر سيديلي ترايدنت

لم تكن عمليات الإنزال التجريبية التي يتم التحكم فيها بواسطة الطيار الآلي في الخدمة التجارية في الواقع عمليات هبوط آلية كاملة ولكنها كانت تسمى "التباعد التلقائي (auto-flare) «. في هذا الوضع، يتحكم الطيار في محاور الانعراج واللف يدويًا بينما يتحكم الطيار الآلي في "تباعد الهبوط (flare)» أو الملعب. غالبًا ما يتم ذلك في خدمة الركاب كجزء من برنامج التطوير. كان لدى الطيار الآلي في ترايدنت مفاتيح تشغيل منفصلة لمكونات الملعب واللف، وعلى الرغم من أن فك الطيار الآلي العادي كان عن طريق زر الإبهام التقليدي للتحكم، كان من الممكن أيضًا فصل قناة لفة مع ترك قناة الملعب مشغولة.
في هذه العمليات، حصل الطيار على مرجع مرئي كامل، عادة أعلى بكثير من ارتفاع القرار، ولكن بدلاً من فك الطيار الآلي بالكامل باستخدام زر الإبهام، دعا الضابط الثاني إلى إغلاق قناة لفة فقط. ثم قام الضابط الثاني بالتحكم في مسار الرحلة الجانبي يدويًا أثناء مراقبة استمرار سيطرة الطيار الآلي على مسار الرحلة العمودي - جاهزًا لفك الارتباط تمامًا عند أول علامة على أي انحراف. في حين أن هذا يبدو وكأنه قد يضيف عنصر خطر في الممارسة، فإنه بالطبع لا يختلف من حيث المبدأ عن طيار التدريب الذي يراقب تعامل المتدرب أثناء التدريب أو التأهيل عبر الإنترنت.
بعد إثبات موثوقية ودقة قدرة الطيار الآلي على إشعال الطائرة بأمان، كان من المفترض أن تضيف العناصر التالية تحكمًا مشابهًا في الدفع. تم ذلك عن طريق إشارة مقياس الارتفاع الراديوي التي دفعت الماكينات الآلية إلى وضع الخمول في الطيران. نظرًا لزيادة دقة وموثوقية أداة تحديد المواقع الأرضية (ILS) على أساس خطوة بخطوة، كان من المسموح ترك قناة التدحرج مشغولة لفترة أطول وأطول، إلى أن توقفت الطائرة في الواقع عن التحليق جواً، وكان الهبوط التلقائي بالكامل في الواقع قد اكتمل. تم تحقيق أول هبوط من هذا القبيل بطائرة ترايدنت تابعة للخطوط الجوية البريطانية الأوروبية (BEA) في المؤسسة الملكية للطائرات بيدفورد (كانت في ذلك الوقت مقر BLEU) في مارس 1964. تم تحقيق أول رحلة تجارية مع ركاب على متن الرحلة (BE 343) في 10 يونيو 1965، مع ترايدنت 1 (G-ARPR)، من باريس إلى هيثرو مع النقيبين إريك بول وفرانك أورمونرويد.

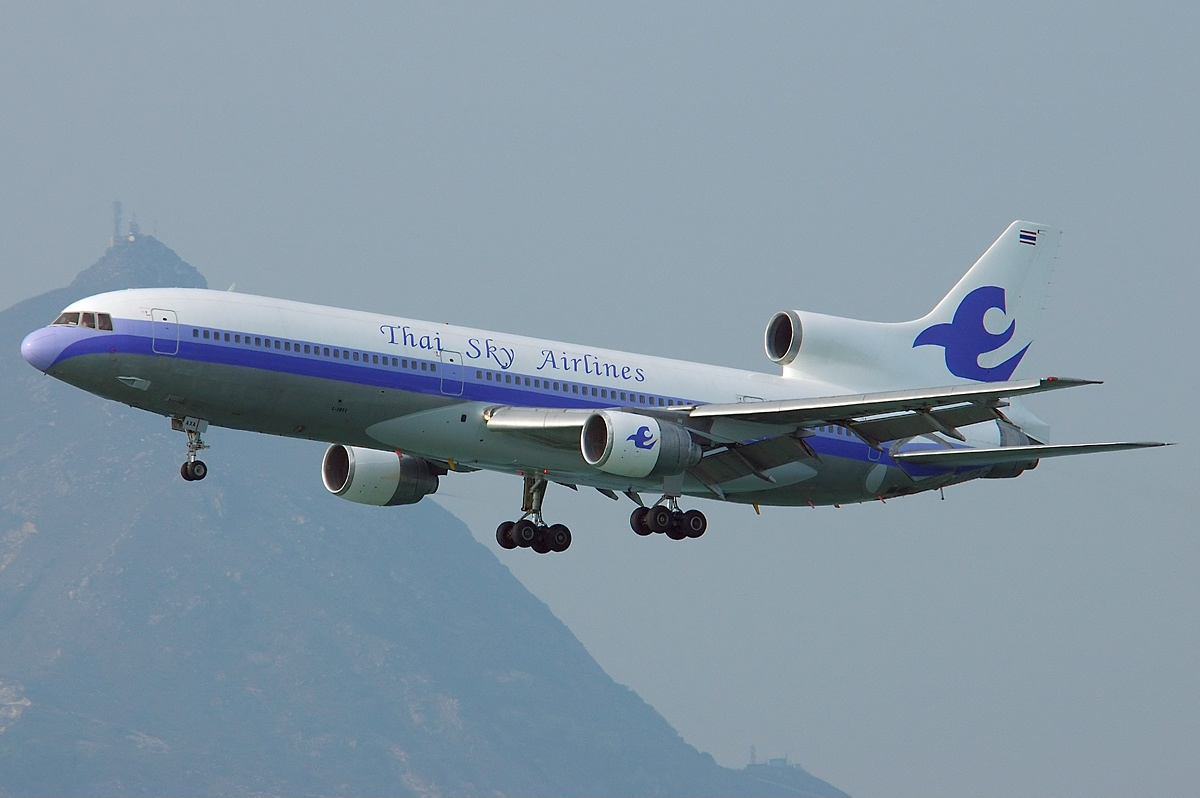
تم وضع وظيفة لوكهيد إل-1011 تراي ستار في الأدوار الرئيسية أثناء التسويق.

بعد ذلك، أصبحت أنظمة «الهبوط الآلي» متاحة في عدد من أنواع الطائرات، لكن العملاء الأساسيين كانوا شركات الطيران الأوروبية بشكل أساسي التي تأثرت شبكاتها بشدة بضباب الإشعاع. احتاجت أنظمة «الهبوط الآلي» المبكرة إلى كتلة هوائية مستقرة نسبيًا ولا يمكن أن تعمل في ظروف الاضطراب وخاصة الرياح المتقاطعة العاصفة. في أمريكا الشمالية، كانت الحالة عمومًا هي أن الرؤية المنخفضة ولكن ليس الصفرية كانت مرتبطة في كثير من الأحيان بهذه الظروف، وإذا أصبحت الرؤية حقًا شبه معدومة، على سبيل المثال، في هبوب الثلوج أو هطول الأمطار الأخرى، فإن العمليات ستكون مستحيلة لأسباب أخرى.
نتيجة لذلك، لم تضع شركات الطيران ولا المطارات أولوية عالية للعمليات في أدنى مستوى من الرؤية. كان توفير المعدات الأرضية اللازمة (ILS) والأنظمة المرتبطة بعمليات الفئة 3 منعدما تقريبًا ولم يعتبره كبار المصنعين ضرورة أساسية للطائرات الجديدة. بشكل عام، خلال السبعينيات والثمانينيات من القرن الماضي، كان متاحًا إذا أراد العميل ذلك، ولكن بسعر مرتفع (نظرًا لكونه عنصر تشغيل إنتاج منخفض) يمكن أن يرى القليل من شركات الطيران مبررًا للتكلفة له.
وقد أدى ذلك إلى الموقف السخيف لشركة الخطوط الجوية البريطانية، حيث إنها كعميل إطلاق لطائرة بوينغ 757 لتحل محل ترايدنت، كانت الطائرة «المتقدمة» الجديدة تمامًا أقل قدرة على جميع عمليات الطقس مقارنةً بالأسطول الذي تم تفكيكه من أجل الخردة. إشارة إلى هذا الانقسام الفلسفي هو التعليق من نائب رئيس شركة بوينغ أنه لم يستطع فهم سبب قلق الخطوط الجوية البريطانية بشأن شهادة الفئة 3، حيث لم يكن هناك سوى مدرجين أو ثلاثة مدارج مناسبة في أمريكا الشمالية في ذلك الوقت. يمكن استخدامها بشكل كامل. يشار إلى أن الخطوط الجوية البريطانية لديها 12 مدرجًا من هذا القبيل على شبكتها المحلية وحدها، أربعة منها في قاعدتها الرئيسية في مطار لندن هيثرو..
في الثمانينيات والتسعينيات من القرن الماضي، كان هناك ضغط متزايد عالميًا من شركات الطيران العملاء من أجل بعض التحسينات على الأقل في عمليات الرؤية المنخفضة؛ سواء بالنسبة لانتظام الرحلة أو لاعتبارات السلامة. في الوقت نفسه، أصبح من الواضح أن مطلب عملية الرؤية الصفرية الحقيقية (على النحو المتوخى أصلاً في تعريفات فئة منظمة الطيران المدني الدولي) قد تضاءل، حيث قللت قوانين الهواء النظيف من الآثار السلبية للدخان الذي يضيف إلى الضباب الإشعاعي في أسوأ الأحوال. المناطق المتأثرة. يعني تحسين إلكترونيات الطيران أن التكنولوجيا أصبحت أرخص في التنفيذ، ورفع المصنعون مستوى الدقة والموثوقية «الأساسية» للطيار الآلي. وكانت النتيجة أن الطائرات الجديدة الأكبر حجمًا كانت قادرة الآن على استيعاب تكاليف أنظمة الطيران الآلي من الفئة 2 على الأقل في تكوينها الأساسي.
في الوقت نفسه، كانت المنظمات الرائدة عالميًا تدعو إلى استخدام أنظمة العرض الرأسية بشكل أساسي من وجهة نظر السلامة. كان العديد من المشغلين في بيئات غير معقدة بدون العديد من مدارج الطائرات المجهزة بنظام (ILS) يبحثون أيضًا عن تحسينات. كان التأثير الصافي هو الضغط داخل الصناعة لإيجاد طرق بديلة لتحقيق عمليات الرؤية المنخفضة، مثل نظام «هجين» الذي يستخدم نظامًا ذات موثوقية منخفضة نسبيًا لمراقبة الطيارين عبر شاشة عرض رأسية (HUD). كانت خطوط آلاسكا الجوية رائدة في هذا الاقتراب وتولت الكثير من أعمال التطوير مع «فلايت دايناميك» (Flight Dynamics) وبوينغ في هذا الصدد.
كانت المشكلة الرئيسية في هذا الاقتراب هي أن السلطات الأوروبية كانت مترددة للغاية في إصدار شهادات لمثل هذه المخططات لأنها قوضت المفاهيم المثبتة جيدًا لأنظمة «الهبوط الآلي» «الخالصة». تم كسر هذا المأزق عندما انخرطت الخطوط الجوية البريطانية كعميل محتمل للنفاثة الأقليمية من شركة بومباردييه، والتي لا يمكنها استيعاب نظام Cat 3 «الهبوط الآلي» الكامل، ولكن سيكون مطلوبًا للعمل في هذه الظروف. من خلال العمل مع خطوط ألاسكا وبوينغ، كان الطيارون الفنيون في الخطوط الجوية البريطانية قادرين على إثبات أن المفهوم الهجين كان ممكنًا، وعلى الرغم من أن الخطوط الجوية البريطانية لم تشترِ الطائرة الإقليمية مطلقًا في النهاية، إلا أن هذا كان الاختراق المطلوب للحصول على الموافقة الدولية لمثل هذه الأنظمة مما يعني أنه يمكنهم الوصول إلى السوق العالمية.
دارت العجلة دورة كاملة في ديسمبر 2006 عندما تأثر مطار لندن هيثرو لفترة طويلة بضباب كثيف. كان هذا المطار يعمل بأقصى طاقته في ظروف جيدة، وكان فرض إجراءات الرؤية المنخفضة المطلوبة لحماية إشارة الموقع لأنظمة «الهبوط الآلي» يعني انخفاضًا كبيرًا في السعة من حوالي 60 إلى 30 هبوطًا في الساعة. نظرًا لأن معظم شركات الطيران العاملة في مطار هيثرو لديها بالفعل طائرات مجهزة آليًا، وبالتالي من المتوقع أن تعمل كالمعتاد، فقد حدثت تأخيرات هائلة. كانت شركة الخطوط الجوية الأكثر تضرراً هي بالطبع الخطوط الجوية البريطانية، باعتبارها أكبر مشغل في المطار.

### «الهبوط الآلي» الطوارئ
بدأت غارمن للطيران دراسة ميزة الطوارئ الآلية في عام 2001 وأطلقت البرنامج في عام 2010 مع أكثر من 100 موظف، واستثمرت حوالي 20 مليون دولار. بدأت اختبارات الطيران في عام 2014 حيث تم الانتهاء من 329 عملية هبوط تجريبية في طائرة سيسنا 400 كورفاليس و 300 عملية هبوط أخرى في طائرات أخرى. يتم تنشيط هذه الميزة من خلال زر أحمر خاضع للحراسة على إلكترونيات الطيران من غارمين جي3000، لتقييم الرياح والطقس واحتياطيات الوقود لاختيار مطار التحويل المناسب والاستيلاء على أدوات التحكم في الطائرة للهبوط، وتنصح مراقبة جوية (ATC) وتعرض التعليمات للركاب.
بدأت طائرة (Piper M600) ذات المحرك الواحد اختبارات الطيران في أوائل عام 2018 وأكملت أكثر من 170 عملية هبوط للحصول على شهادة FAA المعلقة. توفير الوصول إلى أكثر من 9000 مدرج لأكثر من 4,500 قدم (1,400 م)، يتم تقديمه من عام 2020 مقابل 170,000 دولار بما في ذلك المعدات الإضافية. كما سيتم اعتمادها لطائرة Cirrus Vision SF50 ذات المحرك الواحد اعتبارًا من عام 2020، حيث تهبط على مدارج تزيد عن 5,836 قدم (1,779 م)، و (سوكاتا-Daher TBM 900)، وأخيراً الطائرات الأخرى.
في يونيو 2021، فاز نظام «غارمن للهبوط الآلي» (Garmin Autoland) بجائزة كأس كولير لعام 2020، عن «أكبر إنجاز في مجال الطيران أو الملاحة الفضائية في أمريكا» خلال العام السابق.

## الأنظمة
يتكون نظام «الهبوط الآلي» النموذجي من راديو (ILS) (مستقبل منحدر انزلاقي مدمج، ومستقبل محدد، وربما مستقبل GPS أيضًا) لاستقبال إشارات المترجم والمنحدر الانزلاقي. سيكون خرج هذا الراديو انحرافًا عن المركز الذي يتم توفيره لجهاز التحكم في الطيران؛ هذا الكمبيوتر الذي يتحكم في أسطح التحكم في الطائرة للحفاظ على الطائرة متمركزة على المترجم والمنحدر الانزلاقي. يتحكم كمبيوتر التحكم في الطيران أيضًا في خنق الطائرة للحفاظ على سرعة الاقتراب المناسبة. عند الارتفاع المناسب فوق الأرض (كما هو موضح بواسطة مقياس الارتفاع اللاسلكي)، سيؤخر كمبيوتر التحكم في الطيران الخانق ويبدأ مناورة الملعب. الغرض من هذا «تباعد الهبوط» (flare) هو تقليل طاقة الطائرة بحيث تتوقف عن الطيران وتستقر على المدرج.
بالنسبة لـ (CAT IIIc)، سيستمر كمبيوتر التحكم في الطيران في قبول الانحرافات عن أداة الترجمة واستخدام الدفة للحفاظ على الطائرة على أداة تحديد المواقع (التي تتماشى مع خط الوسط للمدرج.) عند الهبوط، ستنتشر المفسدين (هذه أسطح أعلى الجناح باتجاه الحافة الخلفية) مما يتسبب في أن يصبح تدفق الهواء فوق الجناح مضطربًا، مما يؤدي إلى تدمير الرفع. في نفس الوقت، يقوم نظام المكابح التلقائية باستخدام الفرامل. سيعمل نظام منع الانزلاق على تعديل ضغط الفرامل للحفاظ على دوران جميع العجلات. مع انخفاض السرعة، ستفقد الدفة فعاليتها وسيحتاج الطيار إلى التحكم في اتجاه الطائرة باستخدام توجيه عجلة الأنف، وهو نظام غير متصل عادةً بجهاز التحكم في الطيران.
من منظور سلامة إلكترونيات الطيران، فإن هبوط (CAT IIIc) هو السيناريو الأسوأ لتحليل السلامة لأن فشل الأنظمة الأوتوماتيكية من "تباعد الهبوط (flare)" خلال التدحرج يمكن أن يؤدي بسهولة إلى "تجاوز شديد" (حيث ينحرف سطح التحكم بالكامل في اتجاه واحد.) سيحدث هذا بسرعة كبيرة لدرجة أن طاقم الرحلة قد لا يستجيب بشكل فعال. لهذا السبب، تم تصميم أنظمة «الهبوط الآلي» بحيث تتضمن درجة عالية من التكرار بحيث يمكن التسامح مع فشل واحد لأي جزء من النظام (فشل نشط) ويمكن اكتشاف فشل ثانٍ - وعند هذه النقطة سيتوقف نظام «الهبوط الآلي» عن العمل نفسه (فك الارتباط، فشل المبني للمجهول).
تتمثل إحدى طرق تحقيق ذلك في الحصول على «ثلاثة من كل شيء». ثلاثة أجهزة استقبال (ILS)، وثلاثة أجهزة تحديد ارتفاع لاسلكية، وثلاثة أجهزة كمبيوتر للتحكم في الطيران، وثلاث طرق للتحكم في أسطح الطيران. تعمل جميع أجهزة الكمبيوتر الثلاثة للتحكم في الطيران بالتوازي وهي في اتصالات متقاطعة مستمرة، تقارن مدخلاتها (مستقبلات (ILS) ومقاييس الارتفاع الراديوية) مع تلك الموجودة في جهازي التحكم الآخرين في الطيران. إذا كان هناك اختلاف في المدخلات، فيمكن للكمبيوتر «التصويت لصالح» الإدخال المنحرف وسيقوم بإخطار أجهزة الكمبيوتر الأخرى (على سبيل المثال) بأن «RA1 معيب». إذا كانت النواتج غير متطابقة، فيمكن للكمبيوتر أن يعلن عن نفسه على أنه معيب، وإذا أمكن، يفصل نفسه عن الخط.
عندما يقوم الطيار بتسليح النظام (قبل التقاط أي من المترجم أو الانزلاق المنزلق)، تقوم أجهزة التحكم في الطيران بإجراء سلسلة واسعة من الاختبارات المضمنة. بالنسبة لهبوط (CAT III)، يجب أن تكون جميع أجهزة الاستشعار وجميع أجهزة كمبيوتر الرحلة في صحة جيدة قبل أن يتلقى الطيار إشارة "AUTOLAND ARM" (مؤشرات عامة ستختلف اعتمادًا على مورد المعدات والشركة المصنعة للطائرة). إذا كان جزء من النظام خاطئًا، فسيتم تقديم إشارة مثل «الاقتراب فقط» لإبلاغ طاقم الطائرة بأن هبوط (CAT III) غير ممكن.
إذا كان النظام في وضع ARM بشكل صحيح، فعندما يكتشف مستقبل (ILS) محدد الموقع، سيتغير وضع نظام «الهبوط الآلي» إلى "LOCALIZER CAPTURE". سيحول كمبيوتر التحكم في الطيران الطائرة إلى محدد الموقع ويطير على طول المترجم. الاقتراب المعتاد هو أن تأتي الطائرة «أسفل المنحدر الانزلاقي» (التوجيه الرأسي) بحيث تطير الطائرة على طول محدد الموقع (المحاذاة لخط وسط المدرج) حتى يتم اكتشاف المنحدر الانزلاقي. في هذه المرحلة، سيتغير وضع «الهبوط الآلي» إلى (CAT III) وسيتم نقل الطائرة بواسطة كمبيوتر التحكم في الطيران على طول عوارض التعريب والمنحدر الانزلاقي.
لا توجد هوائيات هذه الأنظمة عند نقطة ملامسة المدرج، مع وجود محدد الموقع على مسافة ما وراء المدرج. على مسافة محددة مسبقًا فوق الأرض، ستبدأ الطائرة في مناورة "تباعد الهبوط (flare)"، وتحافظ على نفس الاتجاه، وتستقر على المدرج داخل منطقة الهبوط المحددة.
إذا فقد نظام «الهبوط الآلي» التكرار قبل ارتفاع القرار، فسيتم عرض رسالة خطأ "AUTOLAND FAULT" لطاقم الرحلة وعند هذه النقطة يمكن للطاقم اختيار الاستمرار كاقتراب "الفئة الثانية (CAT II) أو إذا لم يكن ذلك ممكنًا بسبب الطقس بعد ذلك، سيحتاج الطاقم إلى بدء جولة الذهاب والمضي قدمًا إلى مطار بديل.
إذا حدث فشل واحد أقل من ارتفاع القرار، فسيتم عرض "AUTOLAND FAULT"؛ عند هذه النقطة، تلتزم الطائرة بالهبوط وسيظل نظام «الهبوط الآلي» مشغولاً، والتحكم في الطائرة على نظامين فقط حتى يكمل الطيار عملية الانطلاق ويوقف الطائرة تمامًا على المدرج أو يغلق المدرج على مدرج. هذا يسمى «فشل النشط». في هذه الحالة، يكون نظام «الهبوط الآلي» «على بعد خطأ واحد» من فك الارتباط، لذا يجب أن يُعلم مؤشر "AUTOLAND FAULT" طاقم الرحلة بمراقبة سلوك النظام بعناية شديدة وأن يكون جاهزًا لتولي السيطرة على الفور.
لا يزال النظام نشطًا ولا يزال يقوم بجميع عمليات الفحص التبادلية الضرورية بحيث إذا قرر أحد أجهزة الكمبيوتر الخاصة بالتحكم في الطيران أن الشيء الصحيح الذي يجب فعله هو طلب انحراف كامل لسطح التحكم، فسيكتشف الكمبيوتر الآخر وجود اختلاف في الأوامر وهذا سيؤدي إلى فصل كلا الجهازين عن الخط «فشل سلبي» (fail-passive) وفي ذلك الوقت يجب على طاقم الرحلة أن يتحكم على الفور في الطائرة حيث أن الأنظمة الأوتوماتيكية قد فعلت الشيء الآمن من خلال إخراج نفسها من الخط.
أثناء تصميم النظام، يتم دمج أرقام الموثوقية المتوقعة للمعدات الفردية التي تشكل نظام التشغيل التلقائي بالكامل (أجهزة الاستشعار وأجهزة الكمبيوتر وأدوات التحكم وما إلى ذلك) ويتم حساب الاحتمال الكلي للفشل. نظرًا لوجود التهديد بشكل أساسي أثناء "تباعد الهبوط (flare)" خلال الإطلاق، يتم استخدام وقت التعرض هذا ويجب أن يكون احتمال الفشل الإجمالي أقل من واحد في المليون.

## روابط خارجية
- BOAC VC10 Automatic Landing 1968
- هبوط آلي كانبرا في RAE Bedford، 1958
- Trident Autolanding مقال رحلة عام 1969 عن نظام هوكر سايدلي ترايدنت التلقائي
- الهبوط التلقائي مقال رحلة عام 1969 عن الفلسفات المختلفة فيما يتعلق بمتطلبات الطيران الآلي
- «الهبوط في جميع الأحوال الجوية» مقال عن رحلة جوية عام 1953 حول BLEU
- «نظام سميث أوتولاند» 1 إعلان طيران عام 1965 للنظام